# Unia Centrystów
Unia Centrystów (gr. Ένωση Κεντρώων) – grecka partia polityczna o profilu centrowym i liberalnym. Partia odwołuje się do myśli politycznej Elefteriosa Wenizelosa i działalności Unii Centrum Jeorjosa Papandreu.
Ugrupowanie zostało powołane w 1992 przez Wasilisa Lewendisa, pozostającego od tego czasu jego liderem. Regularnie wystawiało swoje listy w kolejnych wyborach parlamentarnych od 1993, nie wprowadzając jednak swoich przedstawicieli do Parlamentu Hellenów. Do 2012 w trakcie kolejnych 8 wyborów uzyskiwało poparcie poniżej 1% – od 0,2% w 1993 do 0,7% w 1996. W głosowaniu ze stycznia 2015 po raz pierwszy przekroczyło ten próg, otrzymując 1,8% głosów. W przedterminowych wyborach we wrześniu tego samego roku centryści otrzymali 3,4% głosów, co przyniosło im 10 mandatów w nowym parlamencie. Reprezentację w parlamencie centryści posiadali do 2019, kiedy to otrzymali 1,2% głosów; nie odzyskali jej również w kolejnych wyborach.